# Athani, Tamil Nadu
Athani là một thị xã panchayat của quận Erode thuộc bang Tamil Nadu, Ấn Độ.

## Nhân khẩu
Theo điều tra dân số năm 2001 của Ấn Độ, Athani có dân số 8453 người. Phái nam chiếm 51% tổng số dân và phái nữ chiếm 49%. Athani có tỷ lệ 53% biết đọc biết viết, thấp hơn tỷ lệ trung bình toàn quốc là 59,5%: tỷ lệ cho phái nam là 61%, và tỷ lệ cho phái nữ là 43%. Tại Athani, 10% dân số nhỏ hơn 6 tuổi.